# Sonic Brew
Sonic Brew es el primer álbum de la banda de heavy metal Black Label Society. El álbum se lanzó inicialmente en Japón el 28 de octubre de 1998 conteniendo 13 canciones. Hubo un retraso en la edición que saldría en el resto del mundo, ya que se decidió hacer algunos arreglos, saliendo finalmente a la venta el 4 de mayo de 1999 con una pista adicional llamada "Lost My Better Half".
"Bored To Tears, "Born To Lose" y "No More Tears" salieron como sencillos, aunque no se llegó a hacer ningún videoclip.

## Lista de canciones
1. "Bored To Tears" – 4:28
2. "The Rose Petalled Garden" – 4:55
3. "Hey You (Batch of Lies)" – 3:53
4. "Born To Lose" – 4:23
5. "Peddlers of Death" – 4:33
6. "Mother Mary" – 4:26
7. "Beneath the Tree" – 4:09
8. "Low Down" – 5:04
9. "T.A.Z." – 1:56
10. "Lost My Better Half" – 4:24 (pista adicional en la versión internacional)
11. "Black Pearl" – 3:27
12. "World of Trouble" – 5:20
13. "Spoke in the Wheel" – 4:13
14. "The Beginning... At Last" – 4:26
15. "No More Tears" – 6:57 (pista adicional en la reedición)(Cover de Ozzy Osbourne)

## Miembros
- Zakk Wylde - Voz, guitarras, bajo, piano
- Phil Ondich - batería
- Mike Inez - bajo (pista 15)

## Otros
- Producido por Ron Albert, Howard Albert y Zakk Wylde (excepto pistas 10 y 15: Producidas por Zakk Wylde)

- Datos: Q923750